# Santa Gertrude (Ultimo)
Santa Gertrude (St. Gertraud in tedesco, S. Maria in Òutem in solandro) è una frazione del comune di Ultimo, in Val d'Ultimo, nella provincia autonoma di Bolzano.

## Monumenti e luoghi d'interesse

### Architetture religiose
- Chiesa di Santa Geltrude, parrocchiale.

### Altro
- Larici della Val d'Ultimo.[1][2]